# Mistrzostwa Oceanii w Judo 2010
23. Mistrzostwa Oceanii w judo odbywały się w dniu 15 sierpnia 2010 roku w Canberze. W tabeli medalowej tryumfowali judocy z Australii.

## Klasyfikacja medalowa
| Miejsce | Państwo             |    |    |    | Razem |
| ------- | ------------------- | -- | -- | -- | ----- |
| 1       | Australia           | 10 | 10 | 3  | 23    |
| 2       | Nowa Zelandia       | 2  | 4  | 5  | 11    |
| 3       | Nowa Kaledonia      | 1  | 0  | 5  | 6     |
| 4       | Polinezja Francuska | 1  | 0  | 0  | 1     |
| 5       | Samoa               | 0  | 0  | 1  | 1     |
| Razem   | Razem               | 14 | 14 | 14 | 42    |

## Medaliści

### Mężczyźni
| Konkurencja:   | Złoto:         | Srebro:            | Brąz:                                  |
| −60 kg         | Arnie Dickins  | Matt D’Aquino      | Cyril Chevalier Lee Bronkhorst         |
| −66 kg         | Ivo Dos Santos | Steven Brown       | Nicholas Gravier Alister Leat          |
| −73 kg         | Woo-Su Choi    | Dennis Iverson     | Abedias Trindade de Abreu Nikola Pejic |
| −81 kg         | Brent Iverson  | Andrew Butterfield | Ivica Pavlinic Frank Stowers           |
| −90 kg         | Mark Anthony   | Priscus Fogagnolo  | Teva Gouriou Ryan Dill-Russell         |
| −100 kg        | Daniel Kelly   | Jason Koster       | -----                                  |
| powyżej 100 kg | Jérémy Picard  | Jake Andrewartha   | Stéphane Courtine Terry Frankcombe     |

### Kobiety
| Konkurencja:  | Złoto:            | Srebro:         | Brąz:          |
| −48 kg        | Elodie Foeillet   | Alice Coppleman | Hannah Downing |
| −52 kg        | Sonya Chervonsky  | Hannah Trotter  | ----           |
| −57 kg        | Carli Renzi       | Darcina Manuel  | Emily Bensted  |
| −63 kg        | Kylie Koenig      | Ana Moceyawa    | ----           |
| −70 kg        | Moira de Villiers | Deborah Hill    | ----           |
| −78 kg        | Isabella Kopecny  | Stephanie Grant | ----           |
| powyżej 78 kg | Janelle Shepherd  | Melanie Wallis  | ----           |